# Martha Coolidge
Martha Coolidge, född 17 augusti 1946 i New Haven, Connecticut, USA, är en amerikansk regissör, filmproducent och manusförfattare.
Coolidge nominerades 2000 till en Emmy Award för TV-filmen Dorothy Dandridge om skådespelaren och sångerskan Dorothy Dandridges liv.

## Filmografi i urval
- 1985 – Snilleskolan
- 1991 – Natten med Rose
- 1995 – Tre önskningar
- 1999 – Dorothy Dandridge
- 2000 – Mitt liv, mitt val 2
- 2004 – Prinsen & jag
- 2006 – Material Girls